# Siriyari
Siriyari fou un estat tributari protegit, una thikana feudatària de Jodhpur o Marwar, establerta pel clan Kumpawat dels rathors el 1635. Thakur Mahesh Das, fill de Rao Kumpa de Marwar, va tenir un fill de nom Thakur Aas Karan, que va rebre l'estat de Digai el 1616; el seu fill gran Thakur Amar Singh el va succeir a Digai i va conquerir Siriyari dels Solanki rajputs en batalla el 1635.

## Llista de thakurs
- Thakur Amar singh 1635-,
- Thakur kesari singh ? - 1665 (fill)
- Thakur roop singh 1665-1706 (fill)
- Thakur hathi singh 1706- ? (fill)
- Thakur suraj mal ? (fill), l'estat fou confiscat per abhai singh de jodhpur
- Thakur sangram singh (fill), se li va restituir l'estat
- Thakur jodh singh ? -1792 (fill)
- Thakur daulat singh 1792-1804 (fill)
- Thakur malam singh 1804-1816, nascut com kunwar malam singh de bhopalsingh ka gurha (fill adoptiu)
- Thakur ratan singh 1816-1862 (fill adoptiu)
- Thakur shivnath singh 1862-1892 (fill)
- Thakur mukund singh 1892-1900 (fill)
- Thakur sadul singh 1900-1936 (germà)
- Thakur nathu singh 1936-? (fill)
- Thakur khangar singh ?-1955 (+1967) (fill)